# Pissignano
Pissignano is een frazione in de gemeente Campello sul Clitunno, provincie Perugia in Umbrië, Italië.  
Pissignano ligt op de weg van Trevi naar Spoleto en is vooral bekend om de Fonti del Clitunno, de bron waar de Clitunno ontspringt. Bij de Fonti bevindt zich een natuurpark. 

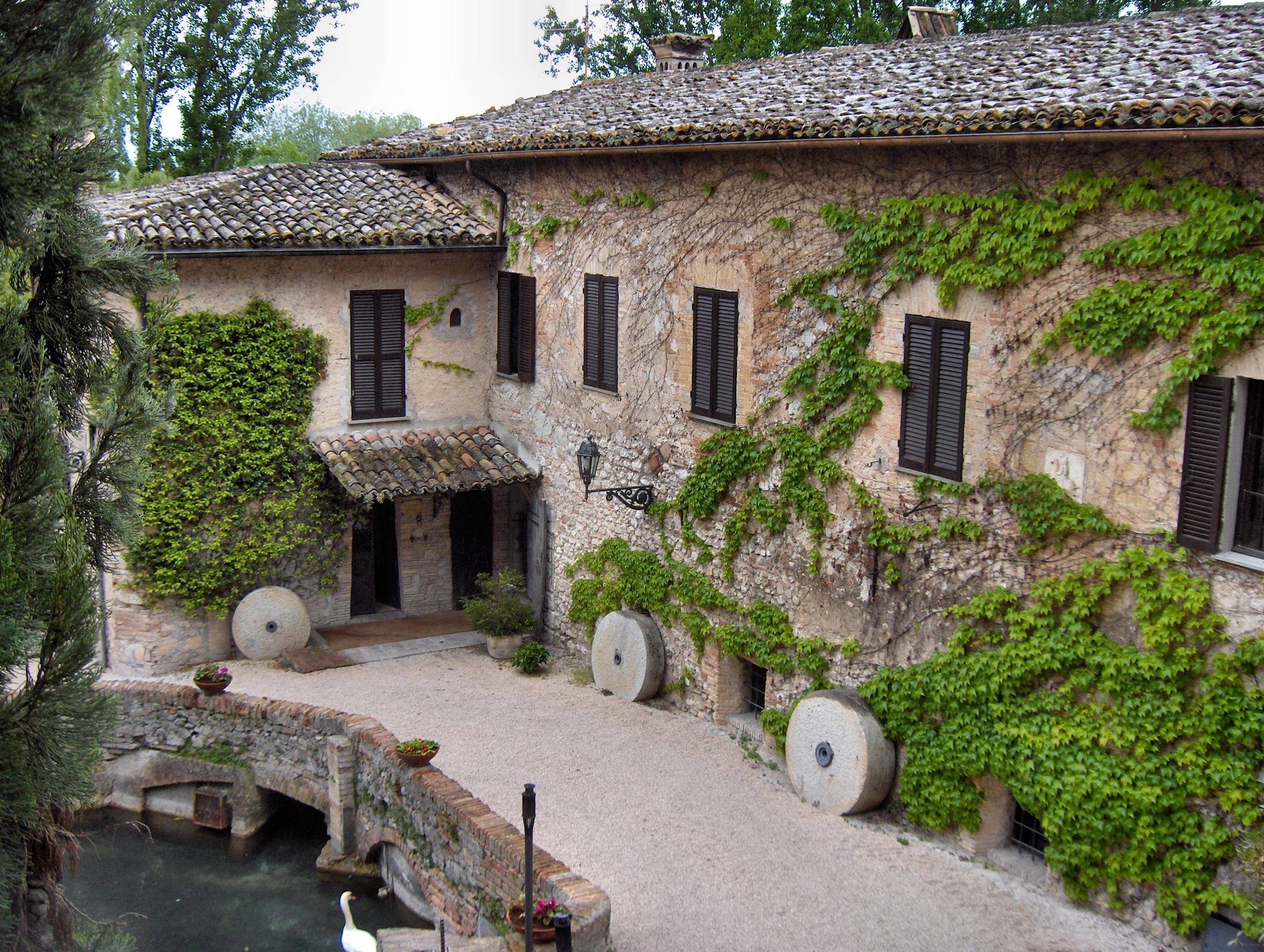
Ingang van de Fonti del Clitunno
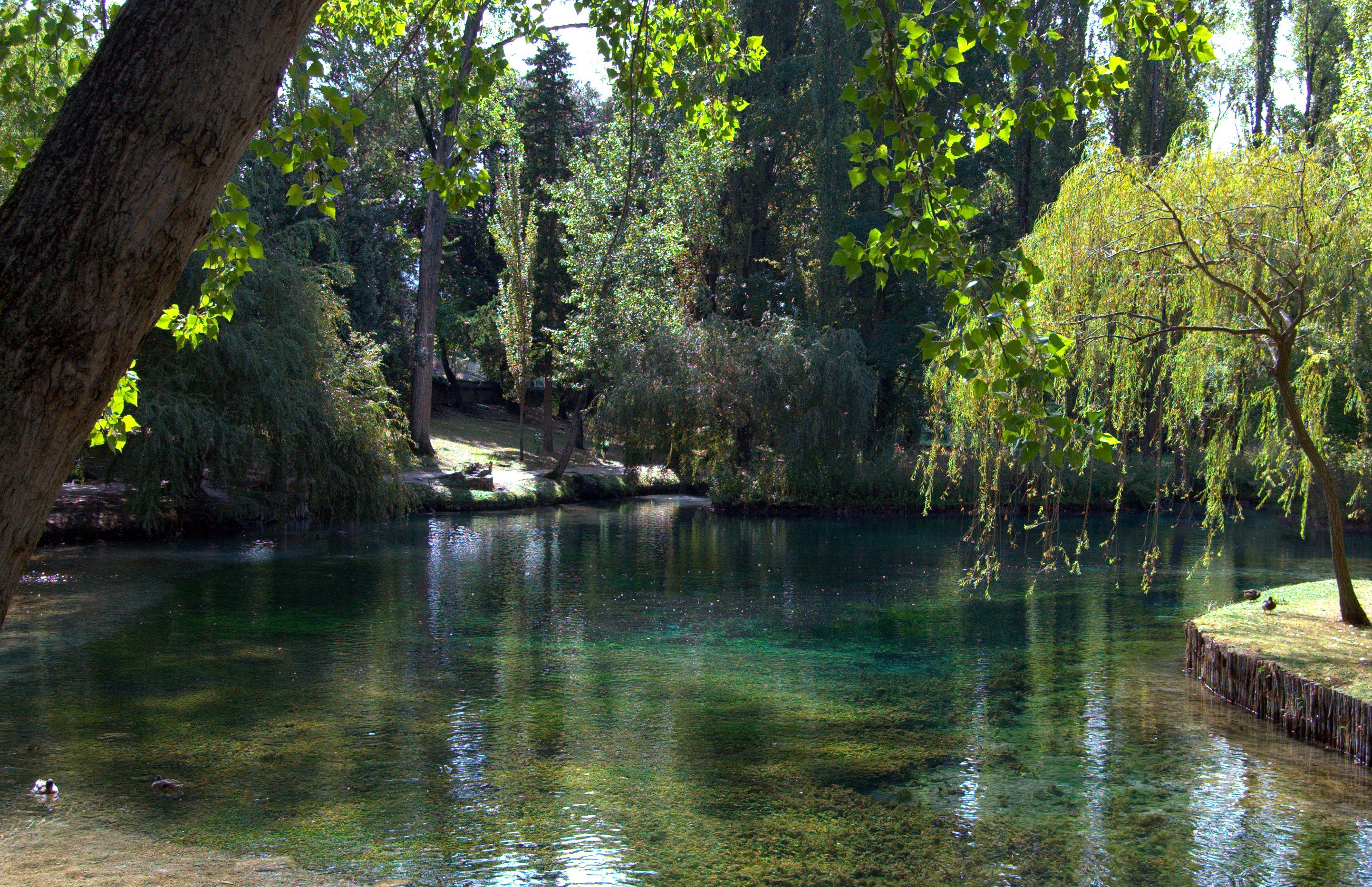
De Fonti del Clitunno
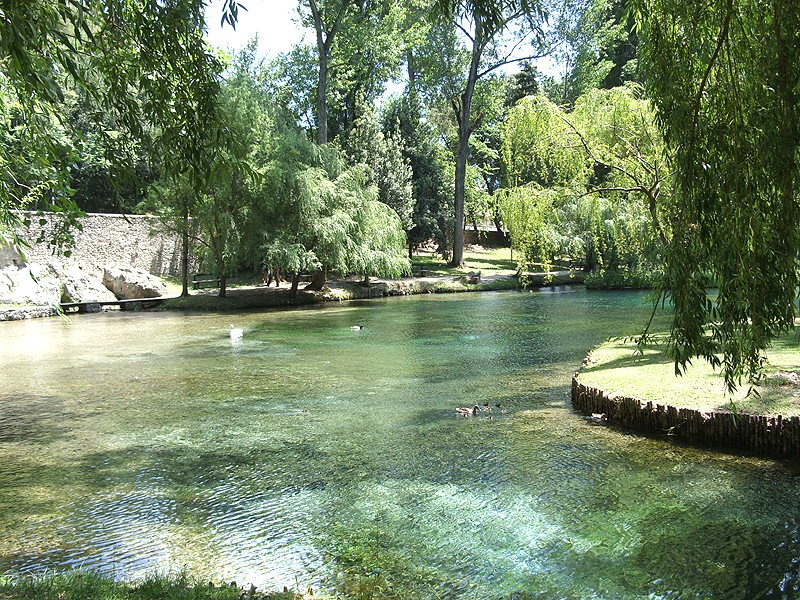
De Fonti del Clitunno